# Agapetes adenobotrys
Agapetes adenobotrys är en ljungväxtart som beskrevs av Herbert Kenneth Airy Shaw.
Agapetes adenobotrys ingår i släktet Agapetes och familjen ljungväxter. Inga underarter finns listade i Catalogue of Life.